# حدائق الخليج

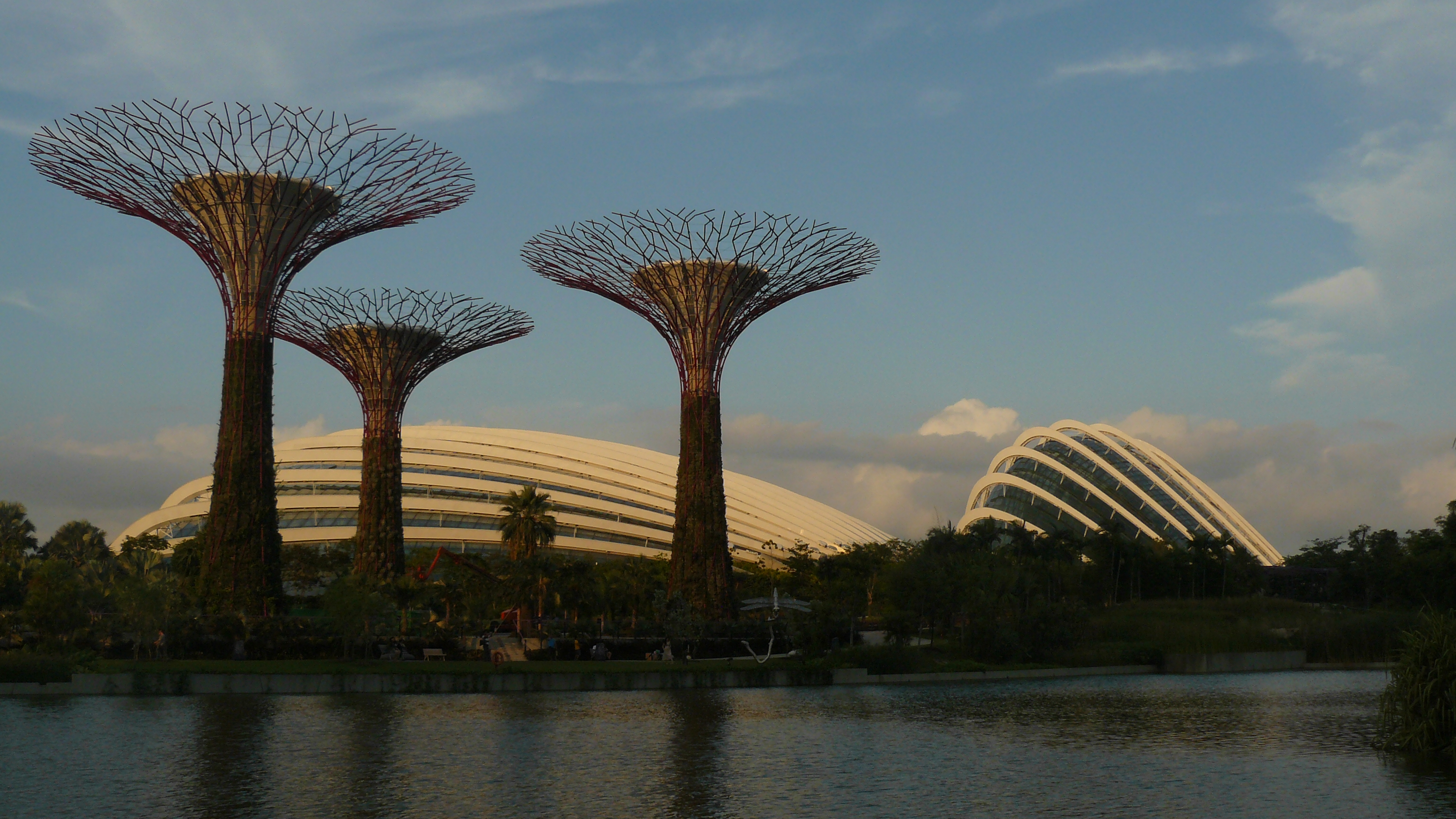
منظر عام لحدائق الخليج.

حدائق الخليج (بالماليزية: Taman di Persisiran، بالصينية: 滨海湾花园، بالتاميلية: வளைகுடா தோட்டம்، بالإنجليزية: Gardens by the Bay) هي محمية طبيعية تمتد على مساحة 101 هكتار (250 فدان) من الأراضي المستصلحة في وسط مدينة سنغافورة المجاورة لمارينا الخزان. يتألف المجمع الطبيعي من ثلاث حدائق ذات واجهات بحرية: حديقة جنوب الخليج، حديقة شرق الخليج وحديقة وسط الخليج. أكبر هذ الحدائق هي حديقة الخليج الجنوبية إذ تحتل مساحة 54 هكتار (130 فدانا).
حدائق الخليج هي جزء من إستراتيجية للحكومة السنغافورة لتحويل سنغافورة من مدينة حدائق إلى مدينة في حديقة، والهدف المعلن هو رفع نوعية الحياة في المدينة من خلال تعزيز المساحات الخضراء والنباتات في المدينة. أعلنت الاستراتيجية لأول مرة من قبل رئيس الوزراء السنغافوري لي هسين لونغ في رالي اليوم الوطني في عام 2005، وكان الهدف من حدائق الخليج لتكون المدينة ذات متنفس حضري مواجِه للهواء الطلق والترفيه، بالإضافة لأن تكون رمز وطني للبلاد.
في عام 2006، تم عقد مسابقة دولية لتصميم الحديقة، وجذب أكثر من 70 طلبًا للمشاركة من قبل 170 شركة من 24 دولة. شركتان بريطانيتان منحتا عقود إنشاء حديقة جنوب الخليج ووحديقة شرق الخليج وهما قراند أسوشياتيد وغوستافسون بورتر. الحديقة تحضى بشعبية كبيرة للغاية، حيث حققت 20 مليون زائر في نوفمبر 2015.

## الحدائق

### حديقة الخليج الوسطى
أنشأت حديقة الخليج الوسطى لتعمل كحلقة وصل بين حديقة جنوب الخليج وحدائق شرق الخليج. تحتل الحديقة مساحة 15 هكتار (37 فدان) مع واجهة بحرية للتنزه يبلغ طولها 3 كيلومترات (1.9 ميل)، والتي تسمح للتنزه في مناطق ذات مناظر خلابة، تمتد من وسط المدينة إلى شرق سنغافورة، وقد خطط الحكومة على إضافة المزيد من التحسينات والتطوير في حديقة الخليج المركزية في السنوات القليلة المقبلة.

### حديقة شرق الخليج
تحتل حديقة شرق الخليج مساحة تقدر بحوالي 32 هكتار (79 فدان)، بالإضافة لحوالي 2 كيلومتر (1.2 ميل) من المتنزهات المطلة على مارينا الخزان. تم تطوير الحديقة المؤقتة في شرق خليج في دعم الألعاب الأولمبية الصيفية للشباب 2010. افتتحت رسميًا المرحلة الأولى من الحديقة للجمهور في أكتوبر من عام 2011.
الحديقة مصممة على شكل سلسلة من الحدائق الكبيرة على شكل ورقة استوائية، تحتوي كل منها على تصميم من المناظر الطبيعية المعينة، هناك خمسة مداخل للمياه تتماشى مع اتجاه الرياح السائدة ومع مساحة الشاطئ، بينما يسمح الرياح والمياه على اختراق الموقع لمساعدة المناطق الباردة من النشاط. توفر حديقة شرق الخليج للزوار مشهدًا لأفق المدينة. وسيستند التحسينات القادمة في الحديقة حول موضوع المياه.

### حديقة جنوب الخليج
افتتحت حديقة جنوب الخليج للجمهور في 29 يونيو 2012. وهي أكبر الحدائق الثلاث، حيث تقع على مساحة 54 هكتار (130 فدان) وتهدف الحديقة إلى تسليط الضوء على أفضل الطرق للبستنة الاستوائية، وطرق إنشاء الحدائق الفنية. المفهوم العام للتصميم الرئيسي مستلهم من سحلية، كما هو متمثل في ثقافة المناطق المدارية وسنغافورة، بالإضافة للزهرة الوطنية في البلاد وفاندا ميس جواكيم.